# Cynoglossopsis
Cynoglossopsis es un género de plantas con flores perteneciente a la familia Boraginaceae. Comprende 2 especies descritas y  aceptadas.

## Taxonomía
El género fue descrito por Brand in Engler y publicado en Pflanzenr. IV. 252 (Heft 97) 22. 1931.

## Especies aceptadas
A continuación se brinda un listado de las especies del género Cynoglossopsis aceptadas hasta septiembre de 2013, ordenadas alfabéticamente. Para cada una se indica el nombre binomial seguido del autor, abreviado según las convenciones y usos.
- Cynoglossopsis latifolia (Hochst. ex A.Rich.) Brand
- Cynoglossopsis somaliensis Riedl